# نذیر (ربات موشک‌انداز)

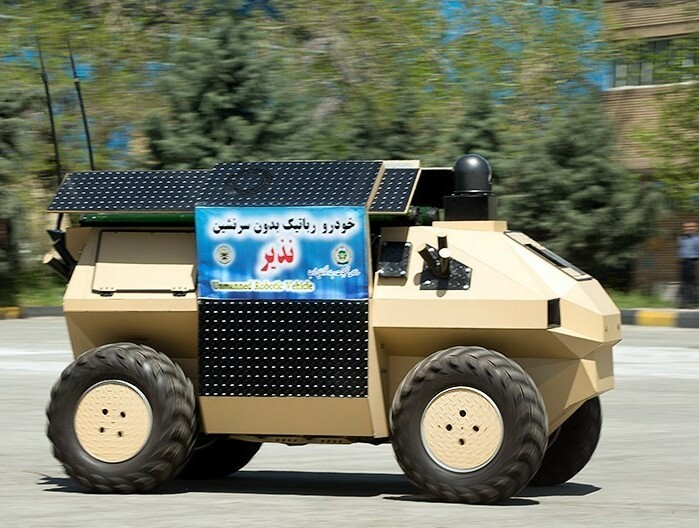
ربات مسلح نذیر، رونمایی؛ (مدل چهارچرخ)

ربات موشک‌انداز نذیر نوعی ربات مسلح ساخت ایران است که در دو مدل ۴-چرخ و ۶-چرخ طراحی شده و قابلیت کنترل از راه دور را دارد. این خودروی تاکتیکی می‌تواند محموله ۶۰۰ کیلوگرم را حمل نماید و دارای توانایی نصب «سلاحِ متوسط» است. ربات مسلح بدون سرنشین نذیر، مجهز به ۲ پرتابگرِ موشک ضدهوایی یا دو قبضه موشکِ ضدزره می‌باشد. این ربات با داشتن شعاع عملکردِ عملیاتی بدون سرنشین به اندازه دو هزار متر، قابلیت برنامه‌ریزی با هدف اجرای ماموریتهای شناسایی و رزمی را دارد. در دو طرفِ ربات نذیر، نارنجک‌اندازهای دودزایی قرار دارد که به واسطهٔ آن در مواقع درگیری می‌تواند خود را پنهان (استتار) کند. از سویی دیگر، به کارگیری یک موتور الکتریکی نیز احتمال شناسایی شدن آنرا در موارد درگیری کاهش می‌دهد.

## مشخصات
«ربات موشک‌انداز نذیر» یک قبضه تیربار ۷٫۶۲ میلی‌متری دارد و همهٔ اینگونه تسلیحات در این رباتِ مسلح به شکلی تعبیه شده‌اند که در آن، کاربر قادر است بطور خودکار سلاحِ متناسب با تهدید دشمن را انتخاب نماید و در مقابل هدف اقدام نماید. «نذیر» دارای قابلیت هدایت رادیویی است، و تقریباً چهار کیلومتر برد عملیاتی دارد.
این ربات که در تاریخ پنج‌شنبه ۲۹ فروردین ۱۳۹۸ توسط نیروی زمینی ارتش جمهوری اسلامی ایران رونمایی گردید، در سطوح عملیاتی هوایی و زمینی می‌تواند بطور غافلگیرانه مأموریت خود را اجرایی نماید. این سامانه رباتیک به واسطه بهره‌گیری از سیستم شناسایی اپتیکی قادر به شناسایی اهداف در تمامی ساعات شبانه روز است. همچنین به‌کارگیری از تسلیحات آفندی-پدافندیِ این ربات مسلح، موجب افزایش توان تهاجمی-تدافعی در رویارویی با بالگردها، خودروهای زرهی-تاکتیکی و نیروهای پیاده دشمن شده‌است. ربات نذیر دارای توانایی قرار دادن سلاحی متوسط، به اندازه تیربار ۷٫۶۷ یا ۱۲٫۷ میلیمتری یا موشک پدافند هوایی یا ضدزره می‌باشد.